# ماري موليد
ماري موليد (بالنرويجية: Mari Molid‏) مواليد 8 أغسطس 1990 في تروندهايم، هي لاعبة كرة يد نرويجية تلعب كظهير أيسر. مثلت منتخب النرويج لكرة اليد للسيدات. شاركت في دورة الألعاب الأولمبية الصيفية سنة 2016. حققت المركز الأول في بطولة العالم لكرة اليد للسيدات 2011.

## سجل المنافسة
شاركت في البطولات التالية:
- الألعاب الأولمبية الصيفية 2016
- بطولة العالم لكرة اليد للسيدات 2011
- بطولة العالم لكرة اليد للسيدات 2013
- بطولة العالم لكرة اليد للسيدات 2015

## الميداليات
| الميدالية | المسابقة                            |
| --------- | ----------------------------------- |
| برونزية   | الألعاب الأولمبية الصيفية 2016      |
| ذهبية     | بطولة العالم لكرة اليد للسيدات 2011 |
| ذهبية     | بطولة العالم لكرة اليد للسيدات 2015 |
| ذهبية     | بطولة أوروبا لكرة اليد للسيدات 2010 |

## روابط خارجية
- ماري موليد على موقع الاتحاد الأوروبي لكرة اليد (الإنجليزية)
- ماري موليد على موقع الاتحاد النرويجي لكرة اليد (النرويجية)
- ماري موليد على موقع أوليمبيديا (الإنجليزية)